# Eustoquio Díaz Vélez
Eustoquio Antonio Díaz Vélez (Buenos Aires, 2 de novembro de 1782 – Buenos Aires, 1 de abril de 1856) foi um militar argentino que lutou nas Invasões Britânicas, ele participou do Revolução de Maio, ele lutou na Guerra da Independência da Argentina e guerras civis argentinas.

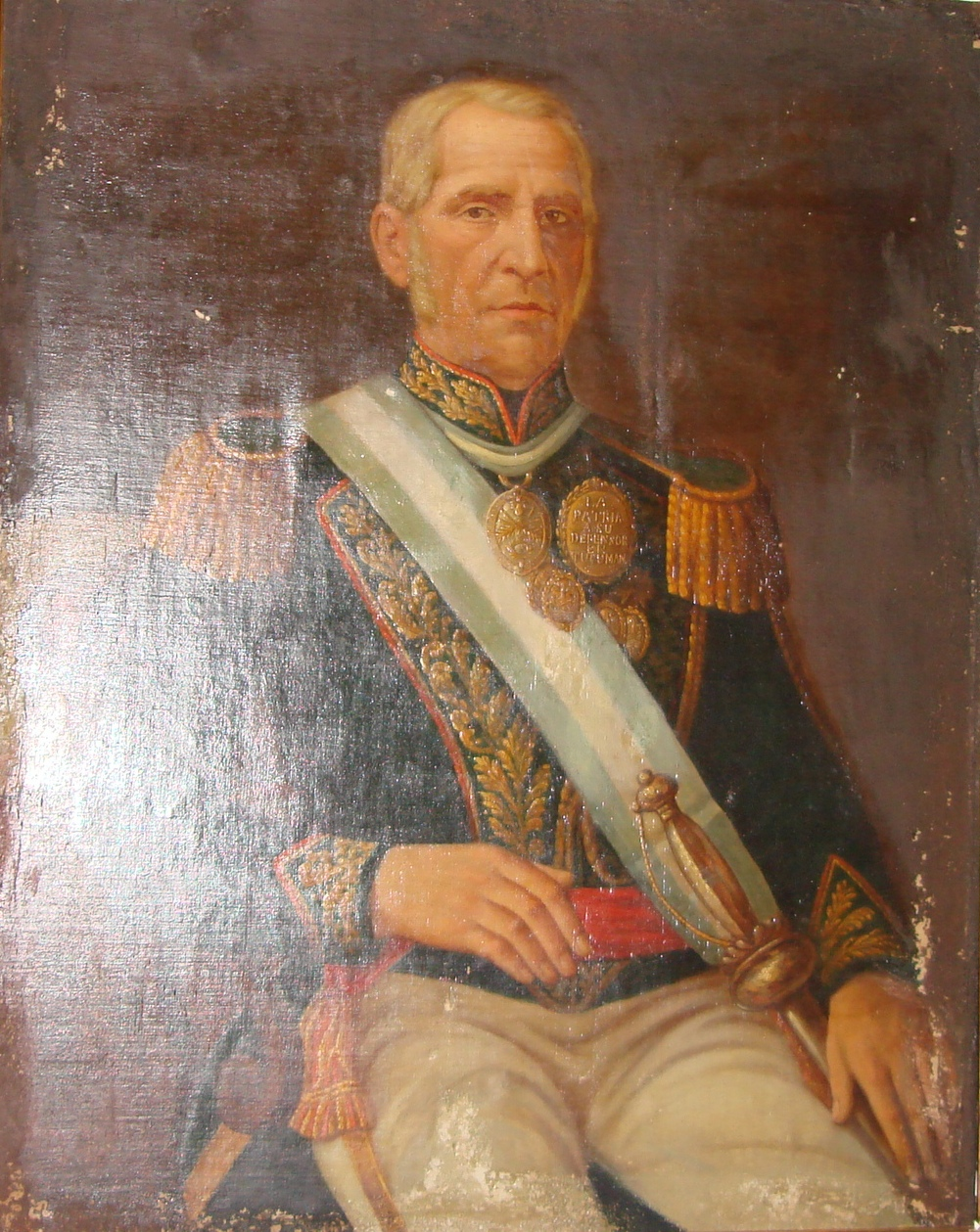
General Eustoquio Díaz Vélez. Pintura a óleo localizado na cabildo de Salta, Argentina.